# Cobblestone Records
La Cobblestone Records è stata un'etichetta discografica statunitense fondata da Joe Fields a New York nel 1972.

## Storia
La Cobblestone ebbe due incarnazioni successive. La prima fu nel 1968-69 come etichetta per singoli, sussidiaria della Buddah Records. (L'LP di Joe Thomas è tratto da quel periodo.) La linea di singoli è andato dormiente nei primi anni '70, fino a quando nel 1972 una nuova versione dell'etichetta fu fondata da Joe Fields a New York, anch'essa come etichetta sussidiaria della Buddah.
Gran parte di ciò che è stato pubblicato sull'etichetta è stato prodotto da Don Schlitten. Tra le pubblicazioni dell'etichetta c'era un numero di sei album di registrazioni dal Newport Jazz Festival di New York del 1972. L'etichetta ha anche pubblicato registrazioni inedite di Grant Green con Big John Patton.
Con una mossa che rifletteva un'era attiva di etichette discografiche indipendenti, Fields successivamente formò la Muse Records, essenzialmente un'estensione dell'approccio della Cobblestone, con Schlitten che produceva la maggior parte dell'output iniziale. Tra i produttori successivi vi furono Michael Cuscuna e Fred Seibert. Parte del materiale dell'etichetta fu successivamente trasferito alla Muse Records e alla 32 Jazz.

## Discografia

### Albums
- 7001: Joe Thomas – Comin' Home
- 9000: Hermeto Pascoal – Hermeto
- 9001: Elmore James – Southside Blues
- 9002: Grant Green – Iron City
- 9003: Richard Davis – The Philosophy of the Spiritual
- 9004: Freddie McCoy – Gimme Some!
- 9005: Neal Creque – Creque
- 9006: Eric Kloss – Doors
- 9007: Ruth Brown – The Real Ruth Brown
- 9008: Chuck Rainey – The Chuck Rainey Coalition
- 9009: Bob Freedman – Journeys of Odysseus
- 9010: The Visitors – Neptune
- 9011: Quintetto Cedar Walton/Hank Mobley – Breakthrough!
- 9012: Jimmy Heath – The Gap Sealer
- 9013: Sonny Stitt – Tune–Up!
- 9014: Emanuel K. Rahim & the Kahliqs – Total Submission
- 9015: Pat Martino – The Visit!
- 9016: Bobby Pierce – Introducing Bobby Pierce With Bobby Jones
- 9017: Harold Ousley – The Kid
- 9018: Catalyst – Catalyst
- 9019: Gary McFarland – Requiem for Gary McFarland
- 9020: Steve Kuhn – Steve Kuhn Live in New York
- 9021: Sonny Stitt – Constellation
- 9022: Bobby Jones – The Arrival of Bobby Jones
- 9023: Neal Creque – Contrast!
- 9024: Norman Connors – Dance of Magic
- 9025: (Vari) – Newport in New York '72: The Jam Sessions Vol 1 & 2
- 9026: (Vari) – Newport in New York '72: The Jam Sessions Vol 3 & 4
- 9027: (Vari) – Newport in New York '72 Vol 5: The Jimmy Smith Jam
- 9028: (Vari) – Newport in New York '72 Vol 6: The Soul Sessions
- 9032: (Vari) – Newport in New York '72
- 9035: Norman Connors – Dark of Light[2]